# C³i
C³i (auch C cubed i oder C3i) ist eine deutsche Band aus Hamburg.

## Geschichte
Nach Auflösung der Hamburger Punk-Band Torpedo Moskau im Jahre 1986 formierten deren Bassist Arne „Uncool Sam“ Wagner und Schlagzeuger Marc Wills gemeinsam mit dem Gitarristen Rudi Raschberger die Band. Wagner und Raschberger spielten bereits gemeinsam in der Hamburger Punk-Rock-Band Kotzbrocken (1978–1981).
Auf der Suche nach einem Bandnamen, schlug ihnen der Schriftsteller Peter Glaser den Namen „C³i“ vor. Hierbei handelt es sich um ein Kürzel des US-Militärprogramms „Command, Control, Communications and Intelligence“. Die formelhafte Schreibweise C³i steht außerdem, nicht untypisch für US-Militärcodes, in einem metaphysischen Zusammenhang und beschreibt das sehende Auge in der Pyramide (See cubed eye), bekannt von der amerikanischen Dollarnote („Auge der Vorsehung“).
Der in den USA geborene und 1996 verstorbene Marc Wills verließ noch 1986 die Band, um sich verschiedenen Hardcore-Formationen und -Projekten zu widmen. So trommelte er unter anderem zwischenzeitlich bei der US-Punk-Band False Prophets, den Hamburger Blumen am Arsch der Hölle um deren Sänger Jens Rachut und der ebenfalls aus Hamburg stammenden Band 100 % Diskretion. Später half er gelegentlich bei Konzerten von C³i aus.
Wagner und Raschberger konnten den Schlagzeuger Torsten Berndt gewinnen, um mit ihm die ersten Demoaufnahmen 1986 einzuspielen. Produziert wurden diese vom Slime-Gitarristen Christian Mevs in dessen Studio.
Gemeinsam mit Berndt, als nun festem Schlagzeuger, tourte die Band im gesamten Bundesgebiet und darüber hinaus in den Niederlanden und Dänemark. Berndt verließ 1987 C³i und wurde von Kai Burmester ersetzt.
1987 bot der ehemalige Goldene-Zitronen-Trommler Ale Dumbsky C³i eine Plattenveröffentlichung auf seinem neu gegründeten Label Buback an.
Das Album Start erschien 1988 mit 11 Stücken. Die Stücke Lichter der Groszstadt und Keiner bleibt stammten noch von den Demoaufnahmen mit Berndt am Schlagzeug und wurden teilweise ergänzt. Auch diese Aufnahmen produzierte Christian Mevs in seinem Gas Records Studio. Das Cover zum Album entwarf der Kunstmaler Daniel Richter und die Fotos dazu schoss der ex-Screamer-Bassist Ulrich Mevs.
Noch bevor die Platte erschien, kam Rudolph Naomi, der spätere KMFDM-Trommler, in die Band. Gemeinsam mit ihm folgten noch einige Auftritte, doch die Band entschied sich, C³i aufzulösen und eine geplante Promo-Tour zur noch nicht veröffentlichten LP abzusagen.
2012 reformierten Raschberger und Wagner C³i. Mit dem ehemaligen Antikörper-Schlagzeuger Phill Hill spielten sie den Reunion-Gig im Störtebeker Hafenstraße. Seitdem spielt die Band kontinuierlich live.
2013, 2014 und 2015 nahmen C³i ein gutes Dutzend neuer Stücke in Ritchy Fondermanns K-Klangstudio in Hamburg auf. Der mittlerweile nach Berlin gezogene Christian Mevs lud C³i 2015 zu einer Aufnahmesession in sein Salon Berlin Studio ein. Dabei entstanden die Stücke Wie ein Geist und Fassade.
2014 erschien die von der Band selbstveröffentlichte Vinyl-Single "wie ein Geist/Nicht gut drauf".
Am 7. April 2016 unterschrieb die Band einen Plattenvertrag mit Ritchy Fondermanns und Carsten Seidels K-Klangträger Label. Hier erschien am 27. Januar 2017 das LP Album Kurz danach. Hierauf finden sich die von Mevs und Fondermann produzierten Lieder. Inhaltlich handelt es sich bei dieser Platte um unveröffentlichte Stücke aus den 80er Jahren, die anhand von alten Übungsraum-, Demo- und Live-Tapes rekonstruiert, neu arrangiert und neu aufgenommen wurden, sowie Material, welches sich in den Jahren zwischen Auflösung und Neuformierung entwickelte. Der Großteil der 14 Stücke entstand aber aktueller und spiegelt all die Eindrücke, Erfahrungen, Einflüsse und Inspirationen der Bands wider, in denen Hill, Wagner und Raschberger zwischenzeitlich spielten. Daher stellt das Stück Vinyl eine ziemlich umfassende Retrospektive der vergangenen Jahre und Jahrzehnte dar. Die graphische Gestaltung stammt von Ulrich Mevs, der auch bei der ersten LP Start mitwirkte.
Ende des Jahres 2018 entschied Phill Hill C³i zu verlassen. Seine Position am Schlagzeug übernahm nun der ex Witte XP, Guts, Lobomobile Trommler Jens Brandl.
Im Dezember 2020 erschien der Cafe Treibeis Solisampler "Auf nach Loxi Poloxi". Der Erlös der Vinyl-LP ging an das Cafe Treibeis, das aufgrund des Coronapandemie Lockdowns von Schließung bedroht war. C³i beteiligten sich dabei mit ihrem Lied "Wolf!". Diese Veröffentlichung war auch die erste mit dem Schlagzeuger Jens Brandl.
Im Dezember 2021 beteiligten sich C³i mit ihrem Stück "nicht gekriegt Kurve" am Knallschoten Attacke Vol. 1 Sampler. Die Aufnahme entstand 2017 in Christian Mevs Salon Berlin Studio.
C³i taten sich im Frühjahr 2025 mit der Braunschweiger Band Jimmi Pelz Fistfuck USA zusammen, um gemeinsam mit ihnen im April des Jahres 2025 die Split LP C³i vs Jimmi Pelz Fistfuck USA auf dem Power It Up Label zu veröffentlichen.
Zeitgleich verließ der Schlagzeuger Jens Brandl C³i. Stéphane Larsson (Bad Job Boys, ex the Buttocks, Targets,  Slime etc.) übernahm noch im selben Monat die Position am Schlagzeug.

## Diskografie
- 1988: Start (Album, [Buback])
- 1988: Hamburg 88 (Kompilation, [Bitzcore])
- 1991: Slam Brigade Haifischbar (Kompilation, [Weird System])
- 2014: Das Profil / Nicht gut drauf (Vinyl-Single)
- 2017: Kurz danach (LP-Album, [K-Klangträger])
- 2020: Auf nach Loxi Poloxi (Kompilation, [Loxi Poloxi])
- 2021: Knallschoten Attacke Vol. 1 (Kompilation, [Pauli Punker Records])

• 2025: C³i vs Jimmi Pelz Fistfuck USA (Split-LP, [Power It Up Records])